# Сыроежка сереющая
Сырое́жка сере́ющая (лат. Rússula decolórans) — вид грибов, включённый в род Сыроежка (Russula) семейства Сыроежковые (Russulaceae). Одна из самых легко определяемых европейских сыроежек.

## Описание
Шляпка достигает 4—11 см в диаметре, сначала полушаровидная, затем уплощённая и слабо вдавленная, с гладким, у старых грибов бороздчатым краем. Окраска от буровато-красной и буро-оранжевой до коричневатой. Кожица снимается плохо, только близко к краю шляпки.
Пластинки частые, приросшие к ножке, с развитыми пластиночками, ветвящиеся у ножки, кремово-белые или светло-охристые, при повреждении чернеющие.
Ножка крепкая, обычно слабо утончающаяся кверху, сначала выполненная, затем с ватным центром, у молодых грибов белая, с возрастом заметно сереющая до тёмно-серой, морщинистая.
Мякоть крепкая, у старых грибов хрупкая, белая, на воздухе сереющая, сохраняя серый цвет при сушке. Запах слабый, иногда сладковатый, вкус сладковатый, не горький.
Споровый порошок кремового или охристого цвета. Споры 8,5—14×6,5—12 мкм, широкоэллиптические, шиповатые, с очень слабо выраженной сеточкой. Пилеоцистиды булавовидные, не септированные или с одной септой.
Съедобна, обладает приятным негорьким вкусом.

## Экология
Вид широко распространён в еловых лесах Евразии, а также в Северной Америке, однако во многих странах редок и занесён в местные Красные книги.

## Таксономия

### Синонимы
- Agaricus decolorans Fr., 1821basionym
- Myxacium decolorans (Fr.) P.Kumm., 1871
- Russula decolorans var. albida A.Blytt & Rostr., 1904
- Russula depallens var. albicans Gillet, 1876
- Russula steinbachii Cern. & Singer, 1934